# 151. brigada HV
151. brigada HV jedna je od ratnih brigada koja je sudjelovala u Domovinskom ratu.

## Ratni put[1]
Početkom 1991. godine, nedugo nakon prvih višestranačkih izbora, na području Samobora i Svete Nedelje, tadašnji Sekretarijat za obranu Samobora odlučio je osnovati 50. bojnu Zbora narodne garde koja je mobilizirana za vrijeme kratkog rata u Sloveniji. Krajem svibnja 1991. Sekretarijat je preoblikovao bojnu u brigadu te na zapovjedno mjesto stavio pukovnika Adolfa Paara koji je odmah krenuo u odabir zapovijednog kadra. U srpnju u gradskoj vijećnici, pukovnik Paar je predstavio svoje zapovjedništvo, a do rujna je predstavljen i mobilizacijski plan. 
18. rujna 1991. izvršena je mobilizacija brigade, koja je tada imala naziv 8. samoborska brigada, ali nije bila oružano spremna. 20. rujna, brigada je kompletno naoružana iz skladišta Duboki Jarak. Sljedeći dan general Anton Tus, uputio je jednu satniju brigade na Lasinje gdje su pale i prve žrtve.
U listopadu brigada je sudjelovala u oslobađanje samoborske vojarne te je, nakon uspješe akcije, HV zaplijenio oko 8000 oružja s kojim se naoružalo četiri brigade s područja Zagreba. Do kraja 1991., brigada je mobilizirana na područje zapadne Slavonije gdje je ostala na položaju do 1992. kada je potpisan Sarajevski sporazum. Brigada je veliki značaj doživjela u akciji Orkan '91, a pogotovo u akciji kod motela Trokut koji se nalazio između Novske i Lipika. U toj akciji su sudjelovale 6 postrojbi HV te je poginulo 30 hrvatskih branitelja od čega 5 pripadnika 151. brigade. U srpnju 1992. godine, zapovjedništvo od Adolfa Paara preuzima Josip Mahović. 1993. godine jedna bojna djeluje na pokupskom području za držanje crte obrane gdje nije bilo značajnijih borbi te se bojna ubrzo vratila u Samobor.
Brigada će imati važnu ulogu i u operaciji Oluja na području Banovine. Na pravcu Strmen-Slovinci-Hrvatska kostajnica-Dvor na Uni brigada je držala svoje područje te bila jedna od glavnih brigada u operaciji koja je završila oslobađanjem Dvora na Uni, djelovanjem na Zrinskoj gori te povratkom u Samobor 14. kolovoza 1995. Brigada je postojala do 1999. kada je tadašnjim odredbama prestaju djelovati sve ratne brigade.
Kroz brigadu je prošlo oko 3600 branitelja s područja Samobora i Svete Nedjelje, 22 ih je poginulo na ratištima, a 120 je ranjeno.

### Udruga branitelja 151. samoborske brigade[3]
Branitelji s područja Samobora i Svete Nedjelje, koji su bli pripadnici brigade, su u prosincu 1999. osnovali udrugu kako bi promovirali svoj ratni put i vrijednosti iz Domovinskog rata.
Još su tijekom 1992. branitelji inicirali postavljanje spomen-ploče na gradskom trgu za sve do tada poginule pripadnik brigade koja je na kraju postavljna na ogradu župne crkve Svete Anastazije. Konačni spomen područje odvoreno je u parku iza crkve 2001. gdje su postavljene ploče s natpisima svih poginulih branitelja s područja Samobora i Svete Nedjelje. U rujnu 2003. obilježena je godišnjica mobilizacije brigade s raznolikim programom u centru Samobora.
Udruga je 2006. počela prikupljati financijska sredstva za renoviranja spomenika poginulim braniteljima u Oluji na području Dvora na Uni koji je ponovno otvoren u listopadu 2006. godine. Iste je godine udruga s povjesničarom Jakšom Ragužom objavila knjigu Ratni put 151. samoborske brigade. 2007. na njezinu inicijativu počeo se graditi spomen park na području motela Trokut kako bi se mogle održavati komemoracije za pale branitelje u toj akciji. Spomen-park je svečano otvoren 2009. kad su otkriveni stećci koji predstavljaju poginule branitelje s područja Bjelovara, Dugog Sela, Samobora, Svete Nedjelje i Vrbovca, a 2012. stećak je podigla i Koprivničko-križevačka županija. 2014. godine, udruga je promovirala knjigu s biografijama poginulih branitelja na novljanskom bojištu.
Udruga se redovito uključuje u humanitarne akcije kako bi pomogla braniteljima i njihovim obiteljima koji se nalaze u teškim socioekonomskim situacijama.

## Odlikovanja i priznanja
Brigada je za svoj ratni put i doprinosu u ratu odlikovana
- Red Nikole Šubića Zrinskog[5]
- Nagrada grada Samobora za životno djelo[6]

## Vanjske poveznice
- Udruga branitelja 151. samoborske brigade